# João de Almada (Abranches)
D. João de Almada ou João de Abranches, escudeiro fidalgo, filho do 3.º Conde de Abranches D. Antão de Almada, era um militar português do século XVI.
Segundo Garcia de Resende, este dom Joam Dabranches (d´Abranches) ou dom Joam de Brãches, "era muito valente cavaleiro e sabia muito na guerra".
Foi um dos fidalgos que foram designados para serem capitães das nove "fustas" que, em Abril de 1545, foram armadas para socorrerem a fortaleza de Diu que tinha ficado cercado dos "guzarates, chefiados por Coje Çofar. Tendo sido um dos poucos que conseguiu lá arribar durante essa contenda.
Mais tarde, em 1554, partia de novo de Lisboa para Diu mas desta vez para ocupar o lugar de capitão-mor da mesma localidade e lá morreu solteiro.